# Hospital de Clínicas de Porto Alegre
O Hospital de Clínicas de Porto Alegre (HCPA), é um hospital público e universitário, vinculado administrativamente ao Ministério da Educação (MEC) e academicamente à Universidade Federal do Rio Grande do Sul (UFRGS). 
Oferece atendimento de excelência e alta complexidade em amplo rol de especialidades. As atividades de ensino de graduação e pós-graduação, lado a lado com a UFRGS, formam profissionais  comprometidos com as melhores práticas e a humanização da assistência. A pesquisa produzida no HCPA, por sua vez, introduz novos conhecimentos, técnicas e tecnologias que beneficiam toda a sociedade.
O HCPA atende majoritariamente a pacientes SUS, mas também presta assistência a convênios privados e particulares.

## Histórico
Nas primeiras décadas do século 20, os professores da Faculdade de Medicina, que havia sido inaugurada em 1898, já sonhavam com a construção de um hospital-escola onde o ensino pudesse ocorrer lado a lado com a assistência à população.  
Em 1931, uma comissão credenciada pela Faculdade de Medicina solicitou ao interventor do estado, general Flores da Cunha, a concessão de um fundo de 10 a 12 mil contos de réis para a construção do hospital-escola.  Dois anos mais tarde, o presidente da República, Getúlio Vargas, assinou decreto autorizando a obra. Em 1938, por 1,6 milhão de cruzeiros, o terreno onde antigamente funcionava o campo de polo da capital gaúcha foi adquirido para a construção do prédio.  

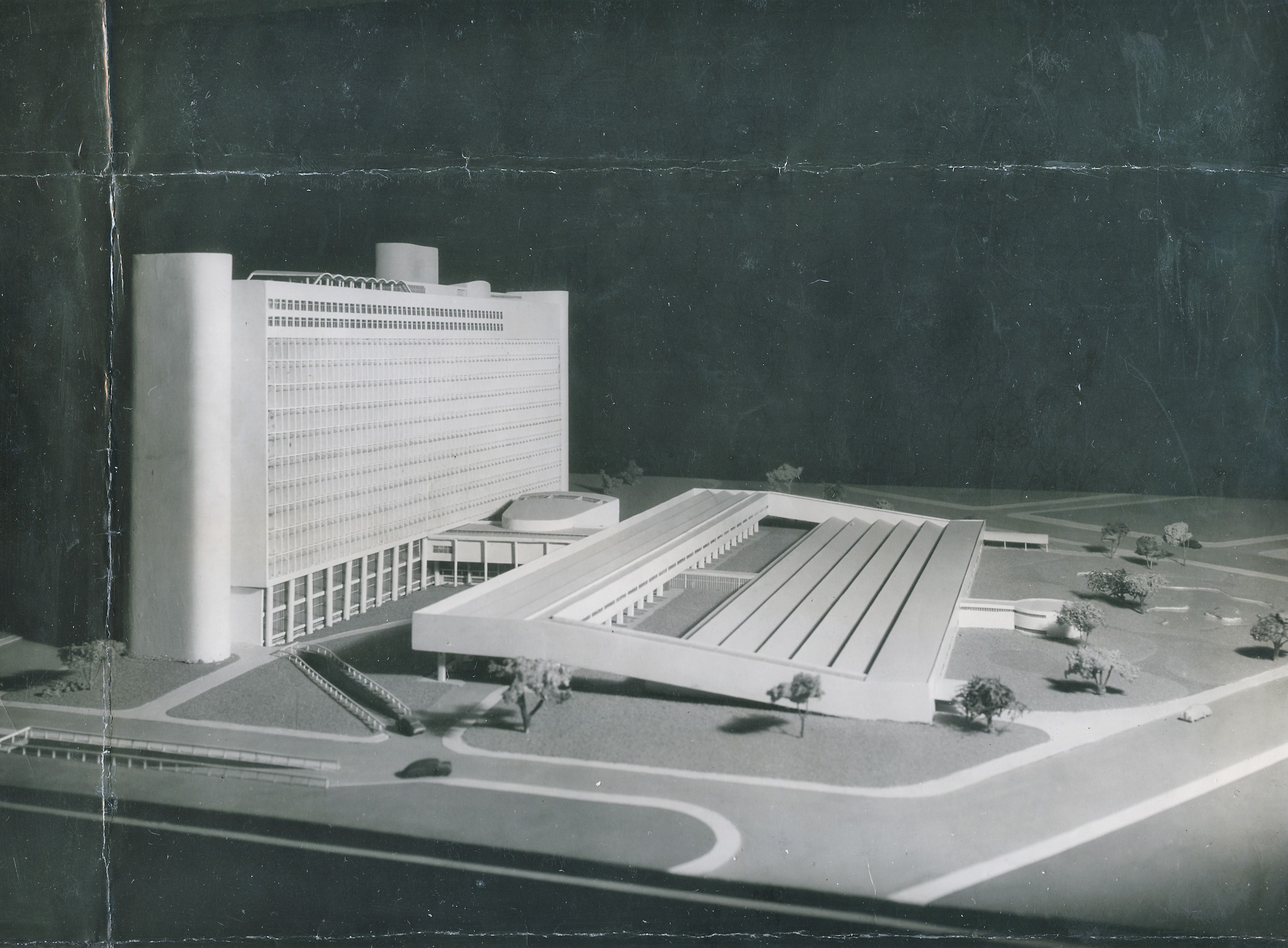
Maquete do projeto original

Em 1943, foi lançada a pedra fundamental do Hospital de Clínicas, no terreno situado no campus da Universidade de Porto Alegre, que em 1947 se transformaria em Universidade do Rio Grande do Sul e, três anos depois, Universidade Federal do Rio Grande do Sul (UFRGS).  
No entanto, a realização das obras enfrentou problemas técnicos, fazendo com que, em 1952, o então reitor da UFRGS, Elyseu Paglioli, decidisse redefinir o projeto original e contratar uma nova equipe de construção. Em 1968, como o hospital ainda não havia entrado em atividade, foi nomeada uma comissão para estudar sua instalação.  
Idealizada pelo reitor Faraco, em 2 de setembro de 1970 foi assinada pelo presidente da República a Lei 5.604, instituindo a Empresa Pública de Direito Privado HCPA. Designado no dia 30 do mesmo mês, um grupo de trabalho definiu conceitos e princípios administrativos para dar início às atividades do HCPA. Criou-se, assim, o Estatuto da instituição, que, após aprovado, foi publicado no Diário Oficial da União. Isto ocorreu em 19 de julho de 1971. 
O primeiro atendimento ambulatorial ocorreu em 1º de fevereiro de 1972, na especialidade de Endocrinologia. Em 23 de maio do mesmo ano, foi internado o primeiro paciente, na especialidade de Nefrologia. A cirurgia inaugural foi realizada pela equipe da Urologia em 1973 e o transplante inicial, de rins, aconteceu no ano seguinte.

## Estrutura

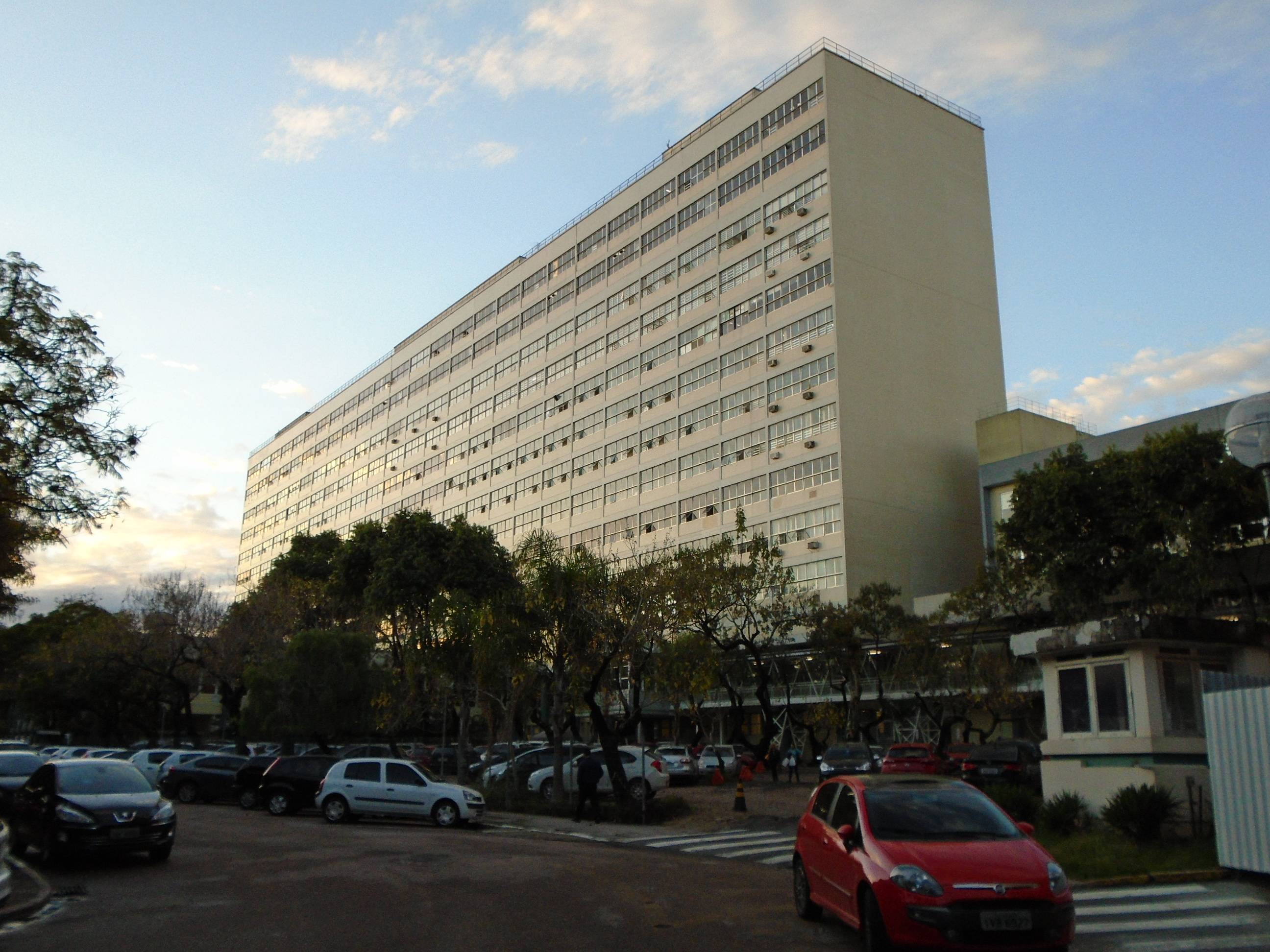
Fachada principal do Hospital

A estrutura física do HCPA foi ampliada em quase 70%. A construção dos blocos B e C, anexos ao prédio principal (Bloco A), foi concluída em 2019.
Durante a pandemia de covid-19, com os recursos liberados pelo Ministério da Educação, os leitos de CTI dedicados à doença foram instalados no
Bloco B, marcando o início do funcionamento dos novos prédios.
Infraestrutura atual dos Blocos A, B e C e prédios anexos (área física construída: 229.160,37 m²):
● 860 leitos (internação, tratamento intensivo e emergência) 
● 142 consultórios ambulatoriais  
● 35 Salas cirúrgicas 
● Hospital-dia  
● Centro de Atenção Psicossocial
● Unidade Básica de Saúde
● Banco de Sangue
● Unidades de Radioterapia e de Quimioterapia 
● Casa de Apoio para familiares de pacientes
● 1 anfiteatro ● 9 auditórios ● 28 salas de aula  
● Centro de Simulação 
● Centro de Pesquisa Clínica
● Centro de Pesquisa Experimental 
● Biobanco institucional
● Institutos Nacionais de Ciência e Tecnologia do Conselho Nacional de Desenvolvimento Científico e Tecnológico 
● Em estruturação: Parque Tecnológico e de Inovação em Saúde e incubadora tecnológica 

## Lista de presidentes
Fonte:
| 1971-1976  | Milton Dias                    |
| 1976-1980  | Mário Rangel Ballvé            |
| 1980-1984  | Loreno Brentano                |
| 1984-1996  | Carlos César de Albuquerque    |
| 1996-2008  | Sérgio Pinto Machado           |
| 2008-2016  | Amarilio Vieira de Macedo Neto |
| 2016-2024  | Nadine Clausell                |
| 2024-atual | Brasil Silva Neto              |